# 京都府道604号栗田停車場線
京都府道604号栗田停車場線（きょうとふどう604ごう くんだていしゃじょうせん）は、京都府宮津市を通る一般府道である。

## 概要
宮津市字上司の京都丹後鉄道宮舞線 栗田駅から国道178号に至る路線である。
沿線には宮津役所の出先機関や栗田地区を校区とする小学校のほか、由良地区も校区に含む中学校が立地している。若狭湾沿岸を通過しており、海岸は栗田海水浴場として整備されている。

### 路線データ
- 起点：宮津市字上司（京都丹後鉄道宮舞線 栗田駅前）
- 終点：宮津市字上司（国道178号交点、京都府道605号栗田半島線起点）
- 総延長：0.6397 km[1]

## 路線状況
路線の大半が以下の路線と重複している。

### 重複区間
- 京都府道605号栗田半島線（宮津市字上司・上司交差点 - 宮津市字上司（終点））

## 地理
京都丹後鉄道宮舞線 栗田駅を発し、国道178号旧道との交点を左折して同路線を経由し、上司交差点を左折して国道178号現道に達する。

### 通過する自治体
- 京都府
  - 宮津市

### 交差する道路
| 交差する道路                                   | 交差する場所 | 交差する場所 |
| ---------------------------------------------- | ------------ | ------------ |
| 京都府道605号栗田半島線 重複区間起点           | 字上司       | 上司交差点   |
| 国道178号 京都府道605号栗田半島線 重複区間終点 | 字上司       | 終点         |

### 沿線
自然
- 日本海
- 若狭湾

官公庁・公共施設
- 宮津市役所栗田地区連絡所

教育
- 京都府立海洋高等学校
- 宮津市立栗田中学校
- 宮津市立栗田小学校
- 宮津市立栗田幼稚園

鉄道
- 京都丹後鉄道宮舞線 栗田駅

金融機関・郵便局
- 栗田郵便局
- 京都北都信用金庫栗田支店

神社・仏閣
- 住吉神社
- 永久院

余暇・観光
- 栗田海水浴場